# Kleine Wachsmotte

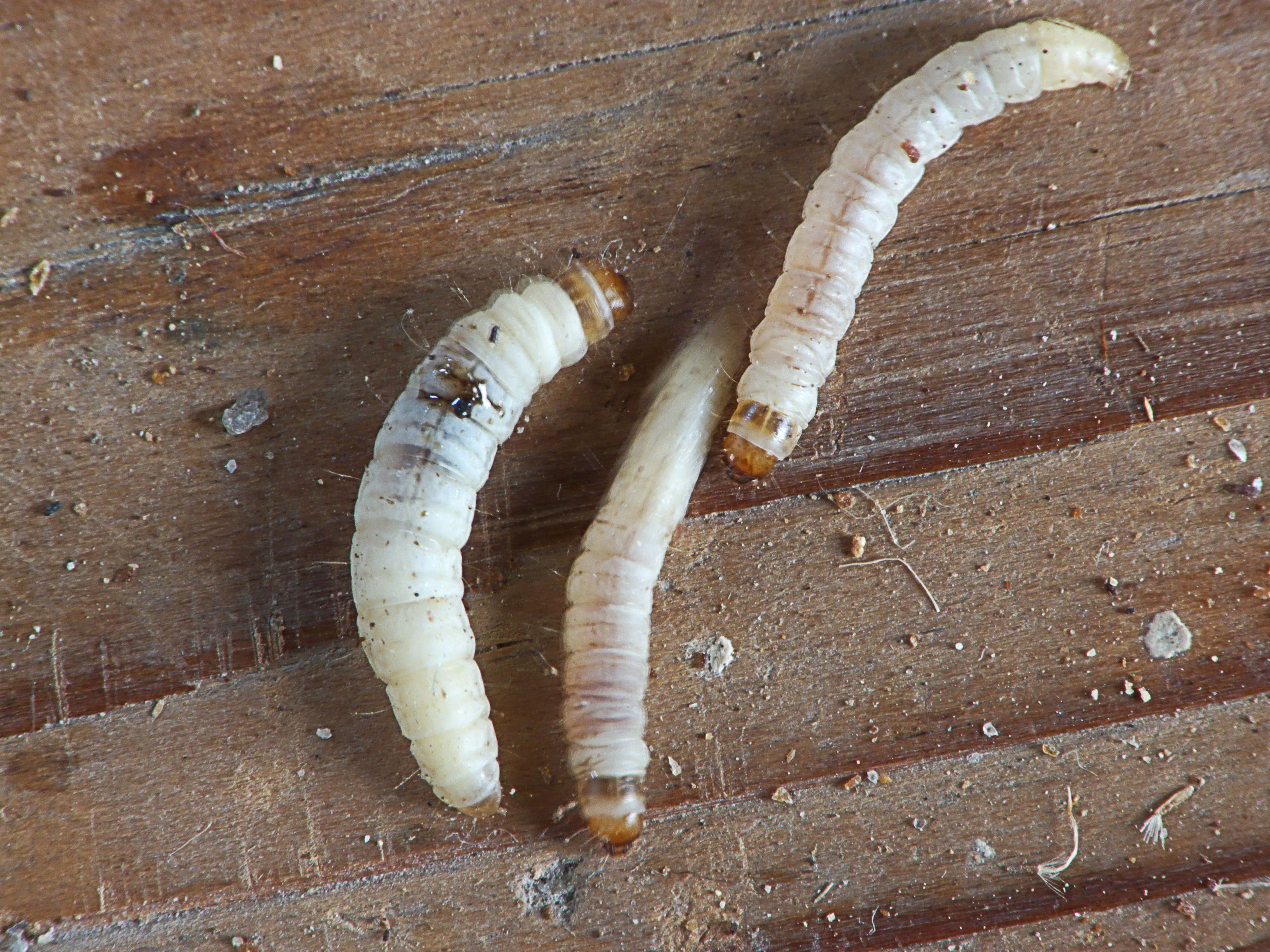
Raupen

Die Kleine Wachsmotte (Achroia grisella) ist ein Schmetterling aus der Familie der Zünsler (Pyralidae).

## Merkmale
Die Falter haben silbergraue, matt glänzende Flügel und erreichen eine Flügelspannweite von 10 bis 25 Millimetern. Die Hinterflügel sind schmutziggrau mit silbrigem Schimmer und haben an der Flügelhinterkante lange Fransenschuppen. Die Kleine Wachsmotte besitzt im ersten Abdominalsegment bauchseits schräg dorsorostrad ein paariges Tympanalorgan. Das Integument ist unbeschuppt und zu membranösen dünnen Feldern – den beiden Tympana und den anschließenden dickeren Conjunctiva – ausgebildet und überspannt den Tympanalkessel. Das invers gerichtete Scolopalorgan – ein aus Scolopidien zusammengesetztes Sinnesorgan – ist in der Mitte des Tympanums angeheftet und zieht zur Kesselkuppe. Es besteht vermutlich aus drei Sinneszellen.
Die Raupen sind zunächst weiß, spätere Larvalstadien sind gräulich. Sie erreichen eine Länge von etwa 30 Millimetern.

## Vorkommen
Die Kleine Wachsmotte ist ein Ubiquist mit kosmopolitischer Verbreitung. Die Larven leben parasitär in Bienenstöcken und gelten neben der Großen Wachsmotte (Galleria mellonella) bei Imkern als Schädlinge.

## Lebensweise
Die Art bildet drei bis vier Generationen pro Jahr, die Falter fliegen von April bis Oktober. Die Raupen leben von September bis April. Sie entwickeln sich vorzugsweise in aufgegebenen Bienenstöcken oder solchen, bei denen der Schwarm bereits geschwächt ist. Sie ernähren sich von Pollen, Honig, Bienenwachs und gelegentlich auch von der Bienenbrut. 
Die Kleine Wachsmotte besitzt wie viele andere Nachtfalter tympanale Hörorgane. Diese Fähigkeit wird allerdings nicht nur zum Schutz von Fledermäusen eingesetzt, sondern auch zur Geschlechterfindung. Die paarigen Tympanalorgane erlauben das Hören im Ultraschallbereich von 20 kHz bis über 300 kHz, das Optimum liegt im Bereich zwischen 55 kHz und 80 kHz. Damit ist es möglich, sowohl die Ortungsrufe insektivorer Fledermäuse, die meistens zwischen 20 kHz und 110 kHz liegen und die Rufe der Männchen die im Bereich von 70 kHz bis 130 kHz liegen, zu hören. Im Unterschied zu den meisten anderen Faltern bewegen sich nicht die Männchen zu den Weibchen, sondern die Männchen erzeugen Rufe durch eine als wingfanning bezeichnete Flügelbewegung und die Weibchen laufen oder fliegen zu ihnen. Das "wingfanning" ähnelt der Flügelbewegung während des Fluges, allerdings ist die Amplitude deutlich geringer. Die Männchen der Kleinen Wachsmotte geben zwar auch ein Sexualpheromon ab – es besteht aus 1-Undecanal und N-11-cis-Octadecanal – der chemische Reiz ist aber von untergeordneter Bedeutung. Das Orientierungsverhalten wird allein vom auditorischen Reiz ausgelöst, die Attraktivität eines Männchens wird durch die Pheromonfreisetzung vermutlich nicht erhöht. Die Arterkennung ist ausschließlich an die Pulsraten der Rufe gekoppelt.
Die Falter reagieren auf Suchrufe von Fledermäusen mit Ausweichverhalten. So orientieren sich weibliche Falter nicht zu einem simulierten Fledermausruf mit einer Pulsrate von weniger als 60 Hz. Das Weibchen wählt das Männchen anhand seiner Attraktivität aus. Ein Männchen gilt als attraktiv, wenn es laut, mit hoher Pulsrate und langem Asynchronintervall ruft. Unter dem Asynchronintervall versteht man den leichten Zeitversatz der Bewegung des linken und rechten Flügels. Das Weibchen wählt das Männchen anhand der Lautstärke des Rufes aus, da anzunehmen ist, dass es sich in der Nähe befindet und damit schneller erreichbar ist. Die Pulsrate dient der Differenzierung von Prädatoren und Männchen der eigenen Art. Die Präferenz hinsichtlich des Asynchronintervalls wird in der Literatur unterschiedlich diskutiert, vermutlich geht sie unter Laborbedingungen durch die Züchtung verloren, da hier andere Selektionsbedingungen herrschen als im natürlichen Lebensraum. Die Falter schlüpfen in der Abenddämmerung und die Männchen beginnen in unmittelbarer Nähe zu rufen. Die Weibchen paaren sich mit jeweils einem männlichen Tier und legen die Eier am Eingang des Bienenstocks ab. Die aus den Eiern geschlüpften Larven wandern in den Bienenstock und setzen dort ihre Entwicklung fort.
Da die Kleine Wachsmotte den größten Teil ihres Entwicklungszyklus im Bienenstock verbringt, wird sie von Imkern als Schädling betrachtet. Allerdings ist ein gesundes Bienenvolk in der Lage, die Zahl der Individuen klein zu halten. Große Populationen können sich nur entwickeln, wenn das Bienenvolk bereits anderweitig geschädigt ist. Aufgrund der geringeren Größe verursacht die Kleine Wachsmotte in der Imkerei wesentlich geringere Schäden als die Große Wachsmotte.
Zu den natürlichen Feinden zählen neben insektivoren Fledermäusen die Brackwespenart Apanteles galleriae, verschiedene Schlupfwespen (Trichogramma), Bacillus thuringiensis sowie ein Baculovirus.

## Systematik
Es sind folgende Synonyme bekannt:
- Tinea grisella Fabricius, 1794[6]
- Galleria aluearia Fabricius, 1798[7]
- Bombyx cinereola Hübner, 1802[7]
- Galleria alvea Haworth, 1811[7]
- Meliphora alveariella Guenée, 1845[7]
- Tinea anticella Walker, 1863[7]
- Achroia obscurevittella Ragonot, 1901[7]
- Acroia [sic!] major Dufrane, 1930[7]
- Meliphora alveariella Guenée, 1845[2]